# Amalie Harloff
Amalie Marie Harloff (Noorwegen, Bergen, 15 maart 1864 – Duitsland, Weimar 29 juni 1900) was een Noors concertzangeres.
Ze werd geboren in het gezin van muzikant (cantor, hobo, cello, muziekpedagoog, muziekuitgeverij) Wilhelm Harloff (1828-1911) uit Malchin en Amalia Schadeberg uit Bergen. Ze huwde zelf in 1889 de Duitse bariton Rudolf Gmür (1857-1921). Ze stierf aan griep in Weimar.
Mede door haar man trad ze binnen geheel Europa op. Ze was onder meer te bewonderen in Parijs (Salle Pleyel), Karlsbad en Hamburg.
Enkele concerten:
- 17 september 1885: Vakbondslokaal in Bergen
- 1898: Muziekfestival Bergen waarbij ook het Koninklijk Concertgebouworkest was betrokken